# Dialect
Dialect är en rikstäckande franchisekedja som levererar IT- och telekommunikation till företag. Tjänsterna innefattar bland annat mobil och fast telefoni, molntjänster, dokument- och datatjänster, mötestjänster, installation och support. 
2020 hade Dialect 31 kundcenter, drygt 300 anställda omsatte en dryg miljard kronor. 

## Historik
Företaget grundades i september 1994 av Thomas Blomqvist som Tele Öst. Till en början anslöt sig 35 handlare och efter ungefär ett halvår ytterligare 25 företag via Callgruppen. I augusti 1995 började de samarbeta under namnet Dialect.
Dialect köpte upp Aircall 19 juni 2009 och i december 2010 öppnade Dialect en ny butikskedja, YOU by Dialect, riktad till konsumenter. 
Under 2011 förvärvades Telefokus i Karlskrona och Phonia i Göteborg. Under 2012 förvärvades även Mobilgiganten AB som under 2012 omsatte närmare 90 miljoner kronor. 
Under åren 2010–2015 har Dialect AB förvärvat ett antal av deras tidigare franchiseverksamheter, en del av dessa är efter en konkurs 2019 återigen franchiseverksamheter.
Dialect blev 2016 förvärvat av Aiag Holding, som kontrolleras av tyska riskkapitalbolaget Perusa till ett pris om cirka 248 Mkr.
2017 stoppade Telia och Telenor försäljningen av sina telefonabonnemang via ett av Dialects telefonförsäljningskontor på grund av att man hade sålt telefonabonnemang till personer på ett sätt som inte var förenligt med Telia och Telenors riktlinjer. 
Dock fick Dialect kort därefter tillbaka försäljningstillståndet efter en omorganisation. Det enda kontoret som brutit mot reglerna stängdes ner.
Den 23 april 2019 lämnades en konkursansökan in till tingsrätten. Konkursen berörde 14 av Sveriges totalt 38 Dialect-butiker. Övriga är franchisetagare och påverkades inte direkt av konkursen. De egna butikerna fanns från Gävle i norr till Skåne i söder.
Den 9 maj 2019 köptes konkursen av en konstellation av tidigare anställda och franchisetagare och drivs vidare som franchise.
Verksamheten drivs idag vidare som franchise under det nya moderbolaget Dialect Group AB.